# Disomía
Una disomía es la presencia de un par de cromosomas. En los organismos diploides como los humanos, esta es la condición normal. Para aquellos organismos haploides (como los gametos humanos), triploides o poliploides, la disomía constituye una aneuploidía.
En la disomía uniparental, la disomía hace referencia a que ambas copias del cromosoma provienen únicamente de uno de los progenitores. Por ejemplo:
- Síndrome de Prader-Willi (disomía uniparental materna en el cromosoma 15)
- Síndrome de Angelman (disomía uniparental paterna en el cromosoma 15)

- Datos: Q5808494